# Rishi (Csillagok háborúja hold)
A Rishi a Csillagok háborúja elképzelt univerzumának egyik holdja.

## Leírása
A Rishi az azonos nevű Rishi bolygó egyetlen holdja. Ez a hold a Külső Peremben található Rishi rendszerben helyezkedik el. Az Abrion szektorban levő Rishi hold felszíne sziklás és kanyonos, rengeteg barlanggal. Ez az égitest a Galaktikus Köztársaság tulajdonában van, az egyetlen települése, a Rishi-bázis/katonai megfigyelőállomása (Rishi Station). A Rishi-év felében annyira hideg van, hogy a fűtéshez cseppfolyós Tibannát és hasonló anyagokat kell használni.
Az élővilága neebrájákból és rishi angolnákból áll.

## Megjelenése a filmekben
Ez a hold a „Star Wars: A klónok háborúja” című televíziós sorozat első évadának az 5. részében látható, e rész címe: „Zöldfülűek” (Rookies). A Rishi holdján levő köztársasági katonai megfigyelőállomása az egyetlen akadály a vakmerő Grievous tábornok előtt, hogy megtámadja a Kaminót és elpusztítsa a köztársaságiak hadiüzemeit. Az állomást emberhiány miatt újonc klónkatonák őrzik. Grievous kommandósdroidjai elfoglalják az állomást, a szakadár flotta a Kamino felé indul. Az öt életben maradt újonc feladata, hogy a két klón parancsnok, Rex és Cody vezetésével visszafoglalja az objektumot, és figyelmeztesse a Köztársaságot.